# Madariaga (Azcoitia)
Madariaga es una entidad de población española del municipio de Azcoitia, perteneciente a la provincia de Guipúzcoa, en la comunidad autónoma del País Vasco.

## Historia
Hacia mediados del siglo XIX, el lugar era referido como una anteiglesia ya por entonces perteneciente a Azcoitia. Aparece descrito en el décimo volumen del Diccionario geográfico-estadístico-histórico de España y sus posesiones de Ultramar de Pascual Madoz con las siguientes palabras:

MADARIAGA: anteigl. en la prov. de Guipúzcoa, térm. municip. de Azcoitia; llámase tambien Itzarriz.
(Madoz, 1847, p. 518)